# Frank Majewski
Frank Majewski (* 14. Mai 1941 in Berlin; † 22. Dezember 2001 in Düsseldorf) war ein deutscher Kinderarzt und Professor für Humangenetik an der Heinrich-Heine-Universität Düsseldorf. Nach ihm wurden folgende genetisch bedingten Fehlbildungs-Syndrome benannt: Lenz-Majewski-Syndrom, Mohr-Majewski-Syndrom, Majewski-Syndrom. Außerdem hat er intensiv zu den Ursachen der Alkoholembryopathie bzw. des Fetalen Alkoholsyndroms (FAE) geforscht.
Seit 2003 gibt es den nach ihm benannten Frank-Majewski-Preis, mit dem die Syndromologie in der Klinischen Genetik gefördert werden soll. Er wird für eine herausragende Publikation mit klinisch-syndromologischem Schwerpunkt vergeben.

## Leben
Frank Majewski hat in Saarbrücken, Freiburg, Wien und Münster Medizin studiert. Nach seinem Studienabschluss 1967 promovierte er bei Lenz am Institut für Humangenetik in Münster. Anschließend spezialisierte er sich auf die Pädiatrie am Universitätsklinikum für Kinder- und Jugendmedizin in Tübingen, wo er sich habilitierte. 1978 wurde er als Professor für Humangenetik und Pädiatrie an die Heinrich-Heine Universität Düsseldorf berufen, wo er bis zu seinem Tod am Institut für Humangenetik und Anthropologie arbeitete.

## Publikationen (Auswahl)
- mit Timm Goecke: Microcephalic osteodysplastic primordial dwarfism type II: Report of three cases and review. In: American Journal of Medical Genetics. Vol. 80/1, 2. November 1998, S. 25–31.
- als Hrsg.: Die Alkoholembryopathie. Angeborene Behinderungen durch Alkoholkonsum in der Schwangerschaft: Epidemiologie, Pathogenese, Klinik, Rehabilitation und Prävention. Frankfurt am Main 1987, ISBN 3-921324-12-2.
- Untersuchungen zur Alkoholembryopathie. Stuttgart 1980, ISBN 3-13-591601-4.